# International Federation for Interuniversity Sport
De International Federation for Interuniversity Sport (of IFIUS) was de allereerste democratische non-profitorganisatie die internationale interuniversitaire kampioenschappen organiseerde. Bij haar oprichting in 1998 was deze federatie enkel actief op Europees niveau onder de naam ESFA. Sinds de kampioenschappen van 2004 in Antwerpen heeft ze haar activiteiten verlegd naar een internationaal niveau. Hierbij aansluitend verhuisde de kantoren van IFIUS naar de Universiteit Antwerpen om de link met de universitaire gemeenschap te verzekeren.
Jaarlijks staat IFIUS in voor de organisatie van de World Interuniversity Games. Tijdens deze kampioenschappen reizen universiteiten van over de hele wereld naar een grote stad om deel ten nemen in de verschillende competities. Het betreft volgende competitievormen:
- Voetbal (heren en dames)
- Futsal (heren)
- Basketbal (heren en dames)
- Volleybal (heren en dames)

In 2007 werd voor de eerste maal een basketbaldamescompetitie toegevoegd aan het officiële programma.

## Gaststeden
- 1999: Antwerpen
- 2000: Parijs
- 2001: Amsterdam
- 2002: Barcelona
- 2003: Rome
- 2004: Antwerpen
- 2005: Rotterdam
- 2006: Dublin
- 2007: Wenen
- 2008: Boedapest
- 2009: Milaan
- 2010: Valencia